# Буря (филм, 1960)
„Буря“ (на шведски: Oväder) е шведски телевизионен филм от 1960 година, драма на режисьора Ингмар Бергман по едноименната пиеса на Аугуст Стриндберг.
В центъра на сюжета е възрастен мъж, който живее в градски апартамент сам с прислужницата си, посещаван рядко от своя брат, чийто подреден живот внезапно се обърква с появата на бившата му, значително по-млада съпруга и тяхната дъщеря, които не е виждал от години. Главните роли се изпълняват от Уно Хенинг, Ингвар Шелсон, Гунел Брострьом, Мона Малм.